# プロテクトボット
プロテクトボット（Protectobots）は、『戦え!超ロボット生命体トランスフォーマー』に登場する架空の救助部隊。サイバトロンに所属する。

## 概要
初登場は『戦え!超ロボット生命体トランスフォーマー』第54話「ブルーティカスの攻撃」。
緊急車両から変形する。特に出自は描かれず、『戦え!超ロボット生命体トランスフォーマー』では終盤に登場。基本的に戦闘より救助活動を優先する。また、『戦え!超ロボット生命体トランスフォーマー』では街中に設けられた臨時基地から出動する描写がある。5体が合体することにより、強大な戦闘力を持つ合体戦士ガーディアン / Defensorとなる。
『戦え!超ロボット生命体トランスフォーマー』では声にエフェクトがかけられていたが、ガーディアンに合体した場合を除いて『2010』以降の作品ではなくなっている。

## メンバー
防衛指揮官ホットスポット / Hot Spot
声 - 堀内賢雄 / 2010 - 喜多川拓郎（20話、31話、TFテレフォン（初期）） / HM - 戸谷公次、大塚芳忠（12話）、岡和男（25話）、山口健（27話）、掛川裕彦（34話） / 英 - ダン・ギルベザン
プロテクトボット部隊のリーダー。青い梯子消防車に変形する。プロテクトボット部隊は戦闘よりも救助を優先に行う部隊であるが、戦闘時には分の悪い戦いに奮い立つ勇敢な一面も持ち合わせる。テックスペックでは、己にハードワークを常に課しているため、周りがそれについて行くのに四苦八苦する羽目になるという部下泣かせな一面も持っている。バナジウム金属製のシールドは1,000℃の高熱にも耐え、二丁の火炎砲を武器としている。
ガーディアンに合体する際には、胴体に変形する。
航空支援員グレイズ / Blades
声 - 城山知馨夫 / 2010 - 難波圭一（20話）、江原正士（26話、HM12話） / 英 - フランク・ウェルカー
空からの救助が主な役目。ポリスヘリコプターに変形する。ローターブレードで敵を切り裂き、二基のロケットランチャーからスマート・ロケットを発射する。光子銃が武器。
ガーディアンに合体する際には、右腕に変形する。
ホットスポット以外の4人は、ガーディアンの手足として自由に合体できる（スクランブル合体システム）。
追撃員ストリートワイズ / Streetwise
声 - 難波圭一（54話）、江原正士（59話）/ 2010 - 塩屋翼 / HM - 田中亮一 / 英 - ピーター・カレン
周囲の状況に対して注意深い。ポリスカーに変形する。トランクに二連式エアコンプレッサーカノンを装備。光子銃が武器。
ガーディアンに合体する際には、左脚に変形する（玩具カタログなどでは左腕になっている）。
偵察員グルーブ / Groove
声 - 阪脩（54話）、速水奨（59話）/ 2010 - 江原正士（16話）、山口健（20話） / HM - 平野正人 / 英 - フランク・ウェルカー
慎重派で、戦うという行為自体に懐疑的な面がある。ポリスバイクに変形する。主に消火活動を担当。二基のベイパレーターからは酸化、凍結、腐蝕性などのさまざまな液体の霧を噴射する。手から液体窒素を発射できる。光子銃が武器。
ガーディアンに合体する際には、右脚に変形する。
救助員ファーストエイド / First Aid
声 - 堀内賢雄 / HM - 佐藤正治 / 英 - マイケル・ベル
負傷者運搬担当および修理要員。救急車に変形する。穏やかな性格で戦いを好まない。金属の結晶構造を崩壊させるデクリスタライザー・カノンを装備。光子銃が武器。『2010』にてメトロフレックスのトランスフォームコグを奪われた際には、責任を感じ除隊しようとするが、戦士である必要はないという仲間たちの励ましによって自信を取り戻す。このほか、戦闘で足が麻痺した地球人に対して「スーパーレッグ」を用意するなど、医療機器も製作する。カーモードでは後部の扉から一対のアームを出し、患者を収納する。
ガーディアンに合体する際には、左腕に変形する（玩具カタログなどでは左脚になっている）。
『戦え!超ロボット生命体 トランスフォーマー』では台詞はなく、話すようになったのは『2010』からである。
合体戦士ガーディアン / Defensor
声 - 堀内賢雄 / 2010 - 喜多川拓郎（20話） / HM - 戸谷公次、大塚芳忠（12話）、岡和男（25話）、掛川裕彦（34話） / 英 - クリス・ラッタ
プロテクトボット部隊の5体が合体した姿。ブルーティカスを一撃で葬ることができるほどの戦闘力を持つが、常に周囲の安全に気を配りながら戦う。武器は二丁の火炎砲。また、フォースフィールドを短時間張り巡らすこともできる。テックスペックによると、人間たちのことを大事に思っているにもかかわらず、パワーと外見のために人間から怖がられるのだという。
『2010』では第20話にてファーストエイドが失踪したために左腕がない状態で合体。また、『HM』では第34話にてブルーティカスとの戦いの際、左腕と左脚を入れ替える「スピードチェンジ」を見せる。

## その後のプロテクトボット
日本製作のOVA『スクランブルシティ発動編』では本編と同じく新戦力として登場、終盤でメトロフレックスと共に増援として出撃する。
『トランスフォーマーテレフォン』では、スクランブルシティで誕生したとされる。また、「スクランブル大決戦編」ではスペリオンと脚部の交換を行い、空を早く飛べるようになったと漏らす。
『2010』では救助活動の他にスクランブルシティの警護任務、セイバートロン星の守備任務などで活躍。終盤において宇宙ペストに感染したスペリオンから人々を逃がすが、スペリオンによって宇宙ペストを伝染される。この他にオープニングアニメーション（海外CMの流用）ではダイナザウラーと戦う姿が描かれている。
『ザ☆ヘッドマスターズ』では地球サイバトロン軍に所属し、戦闘部隊として活躍。
海外作品『ザ・リバース』では第3話「銀河最大の危機」でウルトラマグナスと共にデストロンに一斉射撃を加えるが、増援として現れたデストロンターゲットマスターに敗れる。

## 玩具
プロテクトボットはそれぞれ「C-71~75」のナンバーを与えられて発売。単品販売の他にセット販売としてガーディアンが「C-76」で1986年6月に発売された。スクランブルシティ時期の主力商品として、コンバットロン部隊のライバルに位置づけられた。
ナンバリングはそれぞれ、C-71 防衛指揮官ホットスポット、C-72 航空支援員グレイズ、C-73 追撃員ストリートワイズ、C-74 偵察員グルーブ、C-75 救助員ファーストエイド。
ホットスポットは玩具オリジナルの基地形態にも変形。メトロフレックスに接続可能。また他のスクランブル合体戦士・兵士は合体時に頭部パーツをヘルメットのように被せる必要があるが、ホットスポットは唯一それを行わない玩具である。
『トランスフォーマー 合体大作戦』では仕様変更品としてガードシティが「TF-04」のナンバーを与えられて発売。合体するファイヤーチーフ、ストリートスター、フライアップ、スパークライド、セーフティはそれぞれホットスポット、ストリートワイズ、グレイズ、グルーブ、ファーストエイドの仕様変更品。

### その他の玩具
トランスフォーマーガム
カバヤから発売。組み立て式の軟質プラ樹脂ミニプラモデル。 シリーズ第4弾にラインナップ。玩具版と同等の合体機構を備えている。ホットスポットの整形色は赤が基調になっており、ガードシティに近い。